# G-индекс
g-индекс (наукометрия) — индекс для измерения научной продуктивности, рассчитываемый на основе библиометрических показателей. Предложен в 2006 году Leo Egghe.

## Описание
Индекс рассчитывается на основе распределения цитирований, полученных публикациями учёного:
Для данного множества статей, отсортированного в порядке убывания количества цитирований, которые получили эти статьи, g-индекс это наибольшее число, такое что g самых цитируемых статей получили (суммарно) не менее g2 цитирований.